# Burcardo di Savoia

Stemma della famiglia Savoia.

Burcardo di Savoia (in francese, Burcard, Bouchard, Buckard o Burchard) (... – San Maurizio d'Agauno, dopo il 1068) fu vescovo di Aosta, dal 1026 al 1033, arcivescovo di Lione, dal 1033 al 1034 e infine rettore dell'Abbazia territoriale di San Maurizio d'Agauno fino alla sua morte.

## Origine
Burcardo era il figlio secondogenito del Conte di Moriana e del Chiablese, Umberto I Biancamano e di Ancilia o Ancilla d'Aosta, come ci viene confermato dal documento n° XXVII de Il conte Umberto I (Biancamano) e il re Ardoino: ricerche e documenti.
Umberto I Biancamano, secondo la cronaca di Giovanni d'Orville soprannominato Cabaret, era figlio di un certo Beroldo di Sassonia, nipote di Ottone II di Sassonia, quindi il bisnonno di Biancamano altri non era che l'imperatore Ottone I. La madre era Caterina di Schiren o di Baviera.
Di Ancilia d'Aosta non si conoscono esattamente gli ascendenti, ma sussistono diverse teorie:
- Ancilia d'Aosta (o Ancilla o Auxilia), figlia di Anselmo d'Aosta e di Aldiud, secondo lo storico Charles Previté-Orton[2], confermato indirettamente da Rodolfo il Glabro, quando parla di suo figlio Burcardo, prima vescovo di Aosta, poi di Lione (Burcardo III) e infine rettore laico dell'Abbazia territoriale di San Maurizio d'Agauno, secondo Rodolfo il Glabro[3] e infine dal documento n° XLI de Il conte Umberto I (Biancamano) e il re Ardoino: ricerche e documenti del 1052, in cui l'altro figlio, Aimone, si dichiara nipote di Ulrico, fratello di Ancilia (avunculo meo comite Oudolrico)[4];
- Ancilia di Nyon (o Ancilla o Auxilia), figlia di Anselmo di Nyon e di Aldiud[5];
- Ancilia di Lenzbourg (o Ancillia di Lensbourg), (974-?), figlia di Arnold Von Schannis, maggiordomo della casata di Borgogna, secondo le Europäische Stammtafeln[6], vol II, p. 190 (non consultate)[7].

## Biografia
Burcardo fu avviato alla vita ecclesiastica e, nel 1022 era già stato consacrato vescovo. Nel 1025, Burcardo viene citato come vescovo di Aosta.
Il cronista Rodolfo il Glabro ha narrato nel libro V del suo De Rodulfi historia, che alla morte dello zio, l'arcivescovo di Lione Burcardo II, nel 1033, Burcardo abbandonò la diocesi di Aosta e, arrivato a Lione, si autoproclamò arcivescovo; ma dopo aver compiuto diverse azioni inique per ordine dell'imperatore, Corrado il Salico venne arrestato dalle truppe imperiali, deposto e mandato in esilio.
Nel 1040, suo padre, Umberto fece una donazione ai canonici della chiese di Sant'Orso e San Giovanni di Aosta, con l'approvazione dei suoi figli Amedeo, Burcardo, Aimone e Oddone (Oddo, Amedeus comes, Aymo Sedunensis episcopus, Brochardus filius Huberti comitis) e del nipote, Pietro (Petrus marchio filius Odonis).
Burcardo, dopo aver ricevuto nel 1039 il perdono dal figlio di Corrado il Salico, Enrico III il Nero, si era ritirato nel monastero di San Maurizio d'Agauno, di cui divenne abate (Burchardus Agannensis abbatiæ abbas).
Secondo Charles Previté-Orton, Burcardo morì nel 1069.

## Matrimonio e discendenza
Secondo lo storico genealogista francese Samuel Guichenon, Burcardo aveva una moglie di nome Ermengarda, di cui non si conoscono gli ascendenti, che gli diede un figlio:
- Aimone[16].

### Fonti primarie
- (LA)  Monumenta Germaniae Historica, Scriptores (in Folio) (SS), Tomus VII
- (LA)  Cartulaire de l'abbaye de Saint-André-Le-Bas-de-Vienne1
- (IT, LA)  Il conte Umberto I (Biancamano) e il re Ardoino : ricerche e documenti
- (LA)  Regesta comitum Sabaudiae
- (IT, LA)  Rodolfo il Glabro, "Cronache dell'anno mille", Mondadori, 2005.

### Letteratura storiografica
- (FR)  Histoire de Savoie, d'après les documents originaux,... par Victor ... Flour de Saint-Genis. Tome 1
- (FR)  Histoire généalogique de la royale maison de Savoie, justifiée par titres, ..par Guichenon, Samuel
- (EN)  The early history of the house of Savoy (1000-1233)